# Колокольницы
Колокольницы — деревня в Алёховщинском сельском поселении Лодейнопольского района Ленинградской области.

## История
В конце XIX — начале XX века эта деревня административно относилась к Куневичской волости 2-го стана 2-го земского участка Тихвинского уезда Новгородской губернии.

ВЕРХНИЕ КОЛОКОЛЬНИЦЫ — деревня Нижнеколокольницкого сельского общества, число дворов — 25, число домов — 30, число жителей: 63 м. п., 70 ж. п.; 

Занятие жителей — земледелие. 

НИЖНИЕ КОЛОКОЛЬНИЦЫ — деревня Нижнеколокольницкого сельского общества, число дворов — 17, число домов — 27, число жителей: 49 м. п., 56 ж. п.; 

Занятие жителей — земледелие. Река Капша . (1910 год)

С 1917 по 1918 год деревня входила в состав Куневичской волости Тихвинского уезда Новгородской губернии.
С 1918 года в составе Череповецкой губернии.
С 1924 года в составе Капшинской волости.
С 1927 года в составе Колокольницкого сельсовета Капшинского района.
В 1928 году население деревень Верхние Колокольницы и Нижние Колокольницы составляло 233 человека.
Согласно карте Ленинградской области Северо-западного аэрогеодезического треста ГГУ издания 1932 года деревня Нижние Колокольницы насчитывала 15 крестьянских дворов. Верхние Колокольницы — 10 дворов.

Деревня Колокольницы на карте РККА 1940 года

Согласно топографической карте РККА 1940 года деревня состояла из двух частей: Нижние Колокольницы и Верхние Колокольницы.
В 1958 году население деревень составляло 95 человек.
С 1963 года в составе Лодейнопольского района.
С 1964 года в составе Пирозерского сельсовета.
По данным 1966 года деревни Верхние Колокольницы и Нижние Колокольницы также входили в состав Пирозерского сельсовета.
В 1973 году в состав Пирозерского сельсовета входила одна деревня Колокольницы — бывшие Нижние Колокольницы.
По данным 1990 года деревня Колокольницы входила в состав Тервенического сельсовета.
В 1997 и 2002 годах в деревне Колокольницы Тервенической волости не было постоянного населения.
В деревне Колокольницы Алёховщинского СП в 2007, в 2010 и в 2014 годах, также не было постоянного населения.

## География
Деревня расположена в южной части района к востоку от автодороги 41А-009 (Лодейное Поле — Чудово).
Расстояние до административного центра поселения — 20 км.
Расстояние до ближайшей железнодорожной станции Лодейное Поле — 80 км.
Деревня находится на правом берегу реки Сарки, в месте впадения в неё Мельничного ручья.

## Демография
| 1910 | 1928 | 1958 | 1997 | 2007 | 2010 | 2014 |
| ---- | ---- | ---- | ---- | ---- | ---- | ---- |
| 238  | ↘233 | ↘95  | ↘0   | ↗9   | ↘0   | →0   |
| 2015 | 2016 | 2017 |      |      |      |      |
| →0   | →0   | →0   |      |      |      |      |

Согласно данным Всероссийской переписи населения 2021 года в деревне постоянного населения не было.

## Инфраструктура
На 1 января 2014 года в деревне было зарегистрировано: хозяйств — 1, частных жилых домов — 9
На 1 января 2015 года в деревне не было зарегистрировано постоянного населения.